# Misje dyplomatyczne Filipin

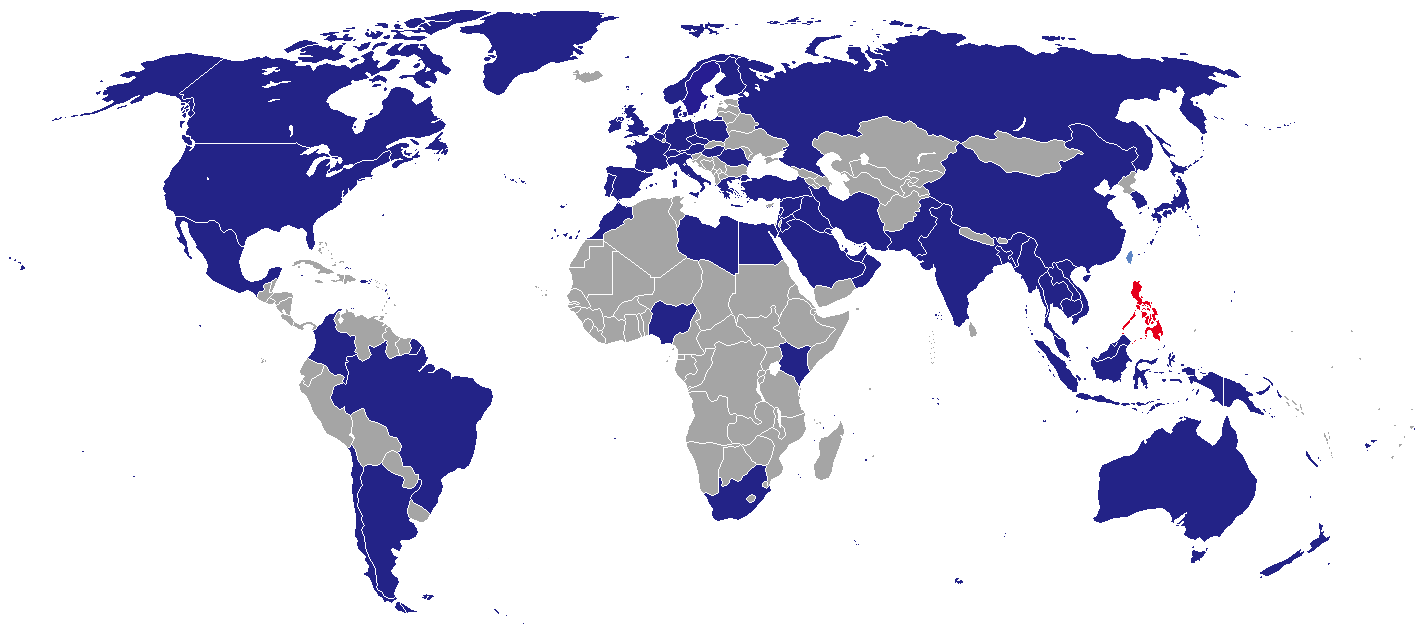
Kraje, w których Republika Filipin ma swoje przedstawicielstwa dyplomatyczne

Misje dyplomatyczne Filipin – przedstawicielstwa dyplomatyczne Republiki Filipin przy innych państwach i organizacjach międzynarodowych. Poniższa lista zawiera wykaz obecnych ambasad i konsulatów zawodowych. Nie uwzględniono konsulatów honorowych.

## Europa

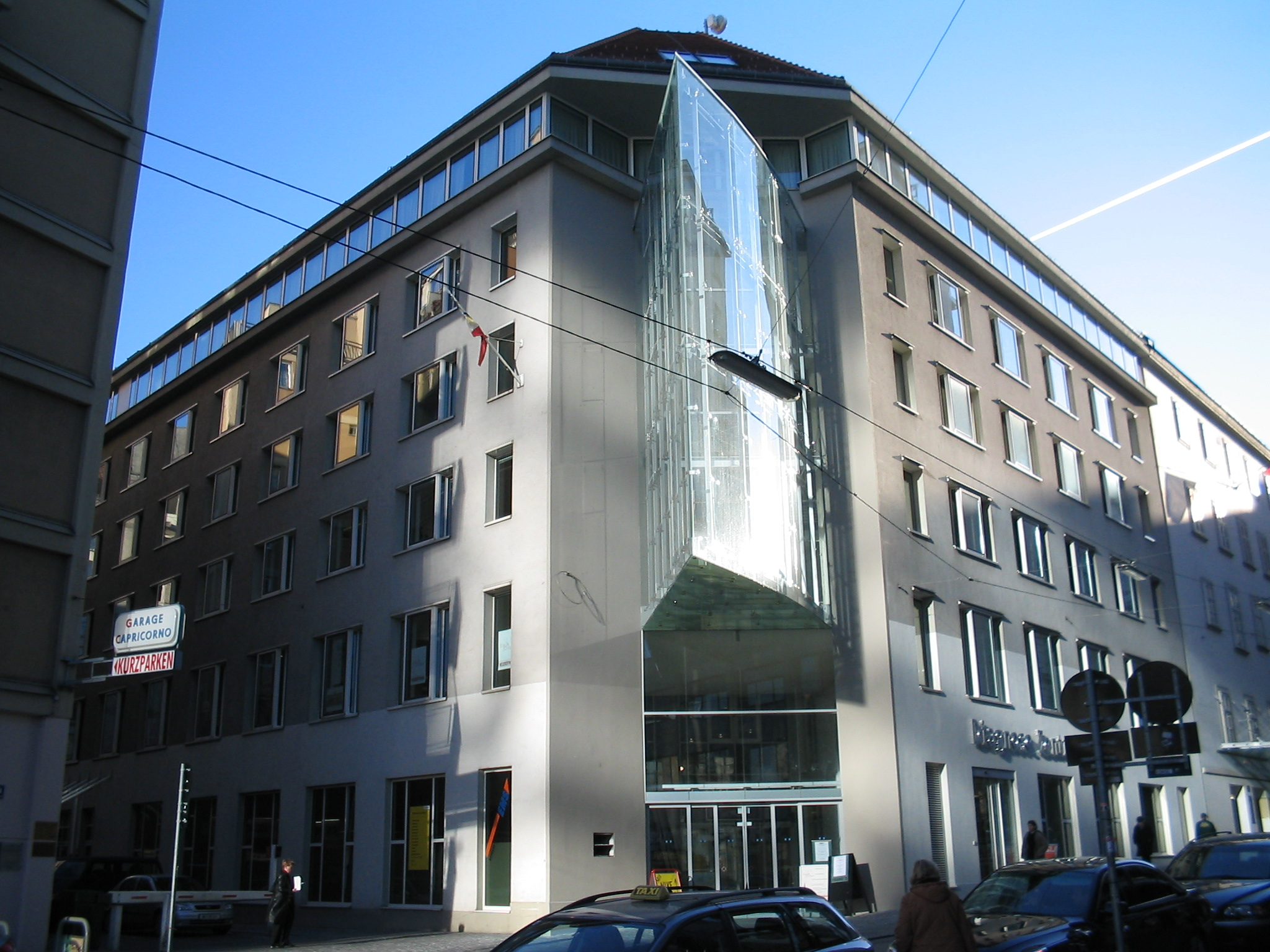
Ambasada Filipin i Kanady w Wiedniu

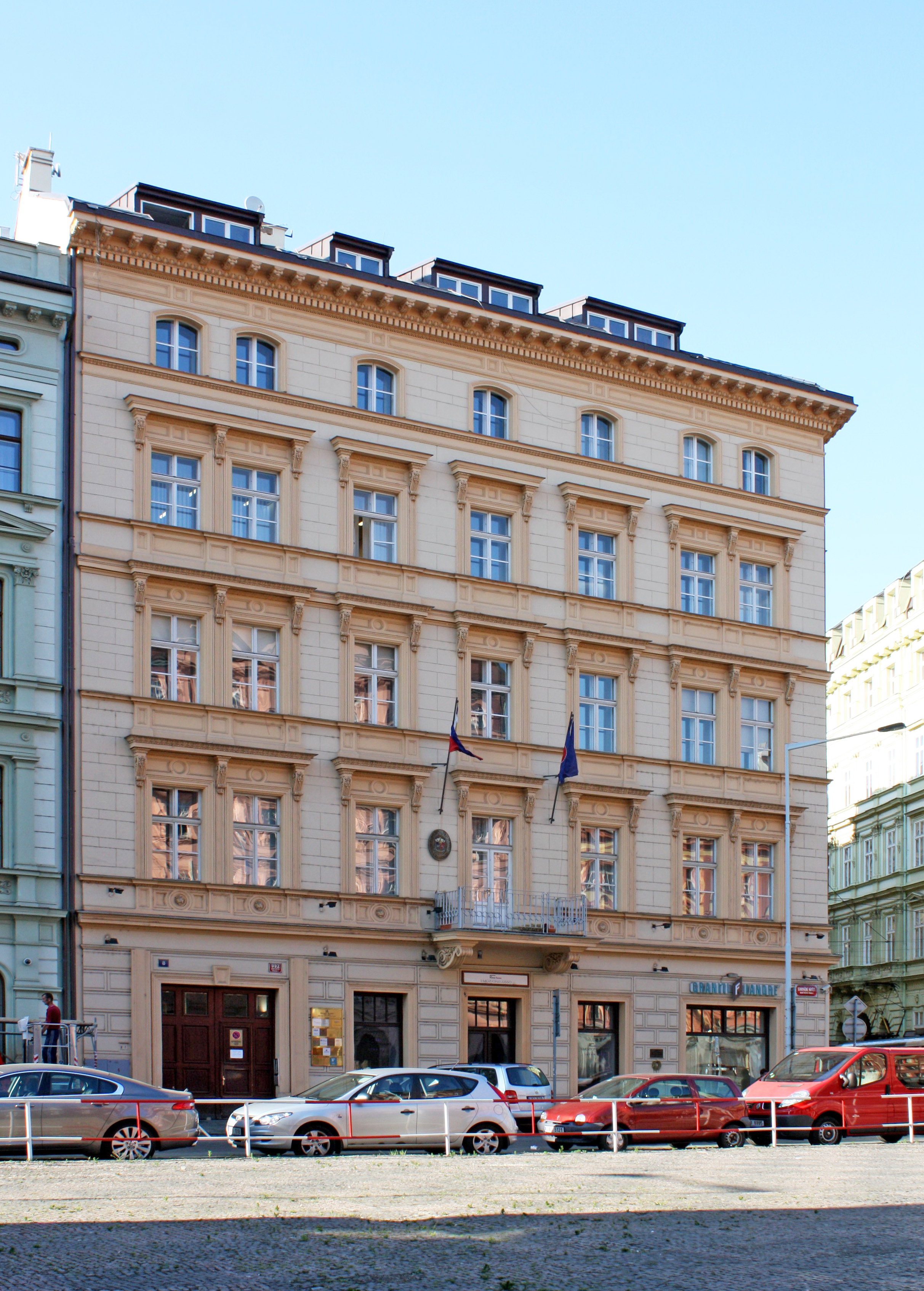
Ambasada Filipin w Pradze

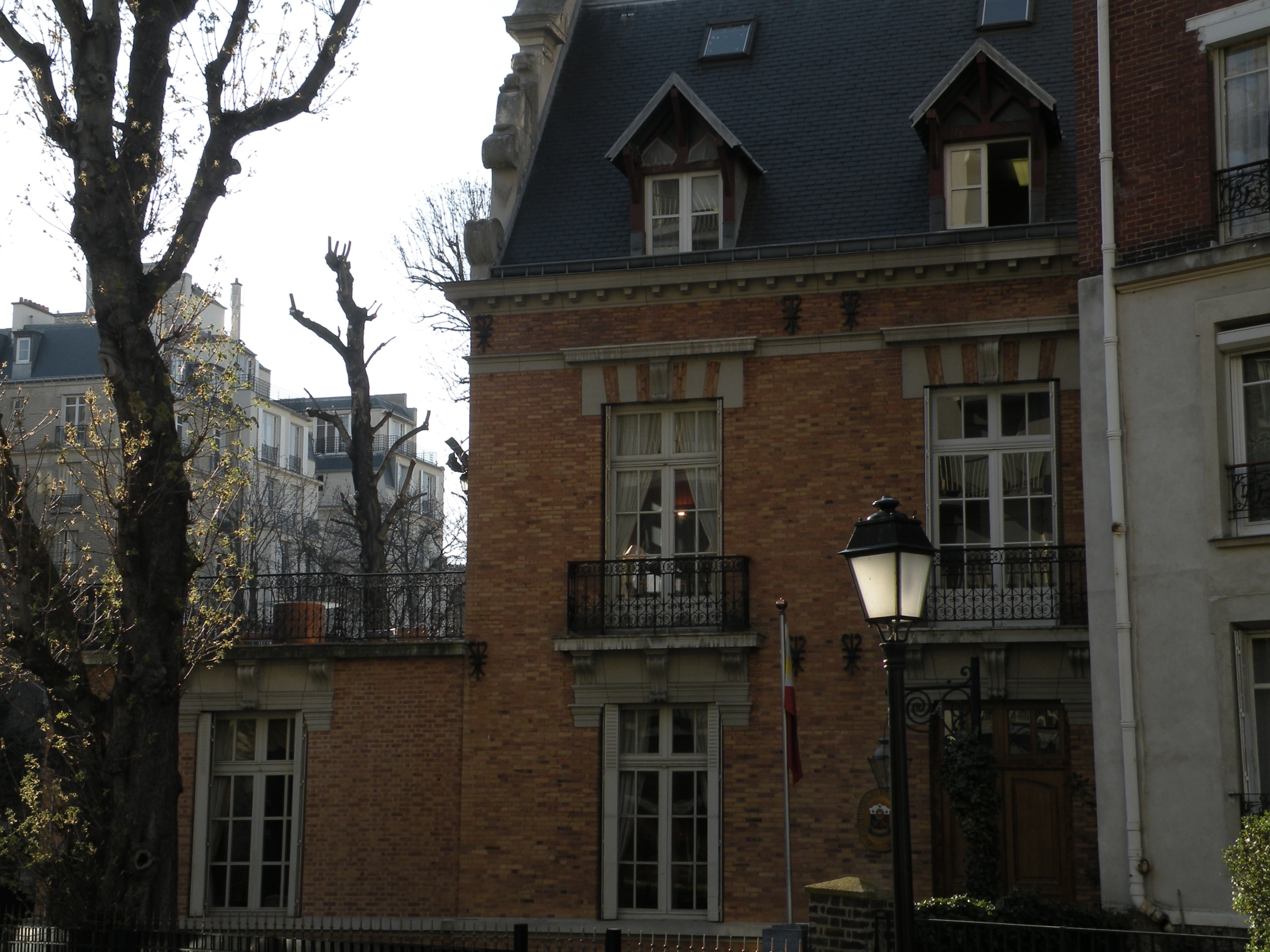
Ambasada Filipin w Paryżu

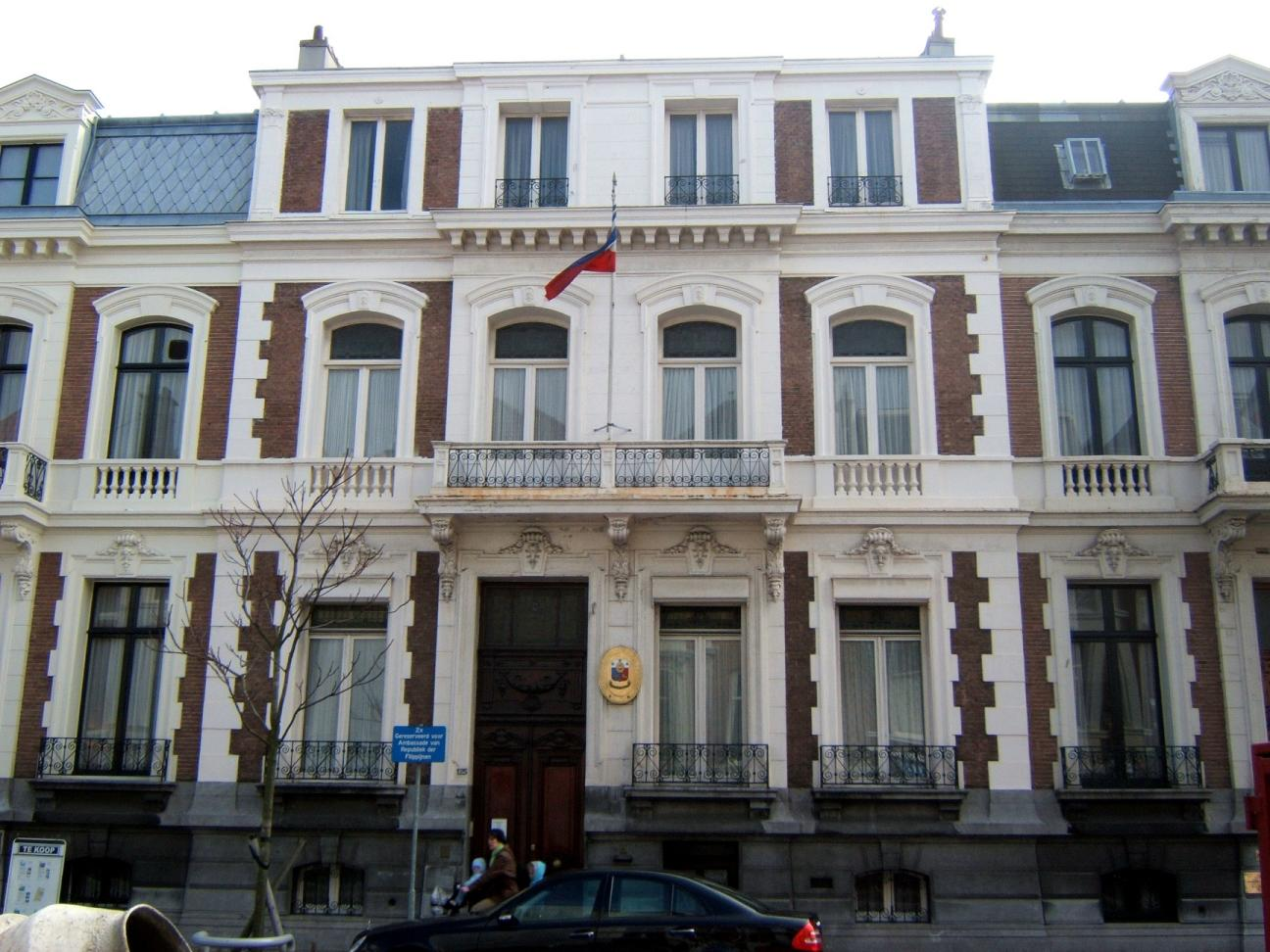
Ambasada Filipin w Hadze

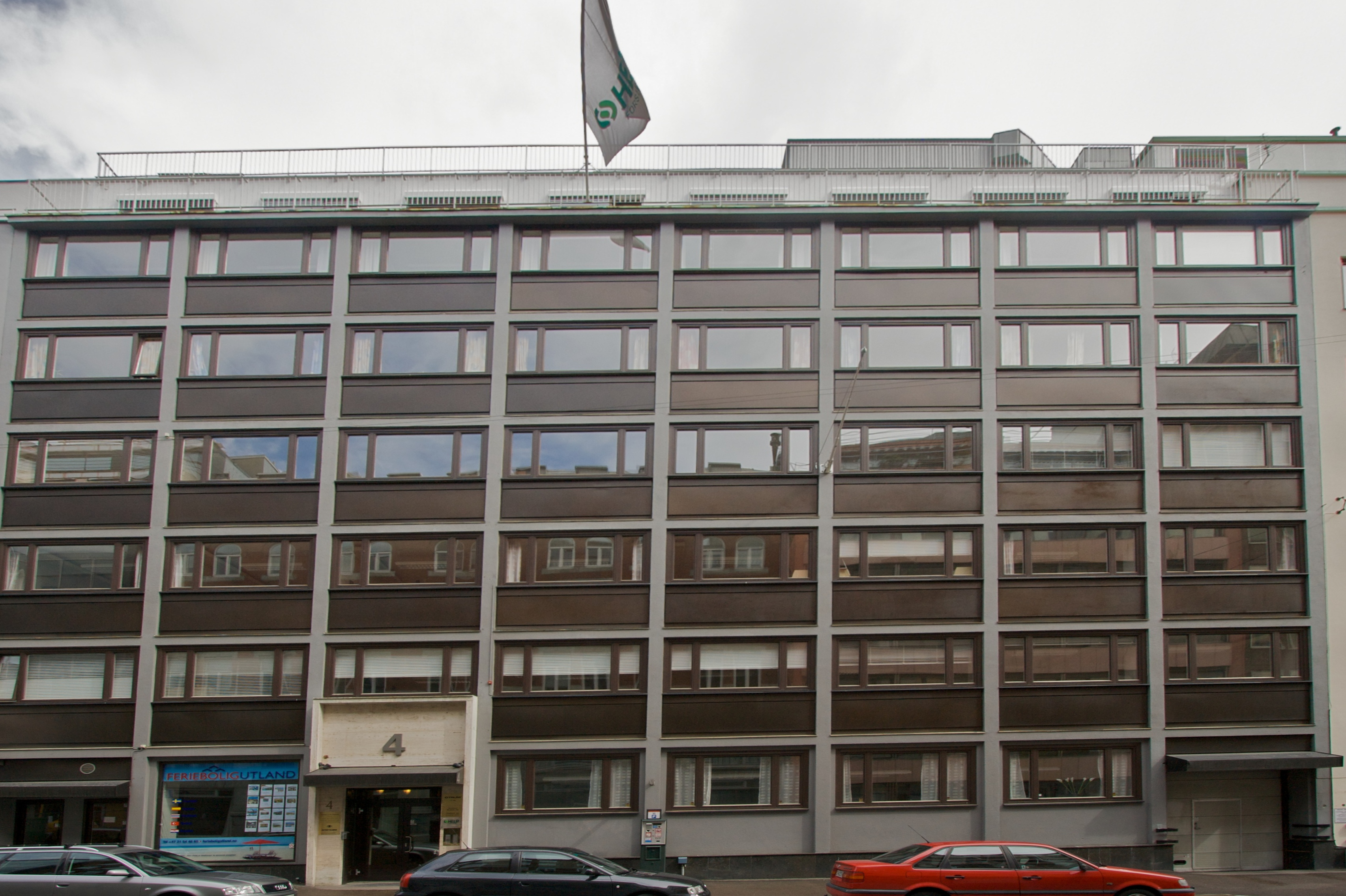
Ambasada Filipin w Oslo

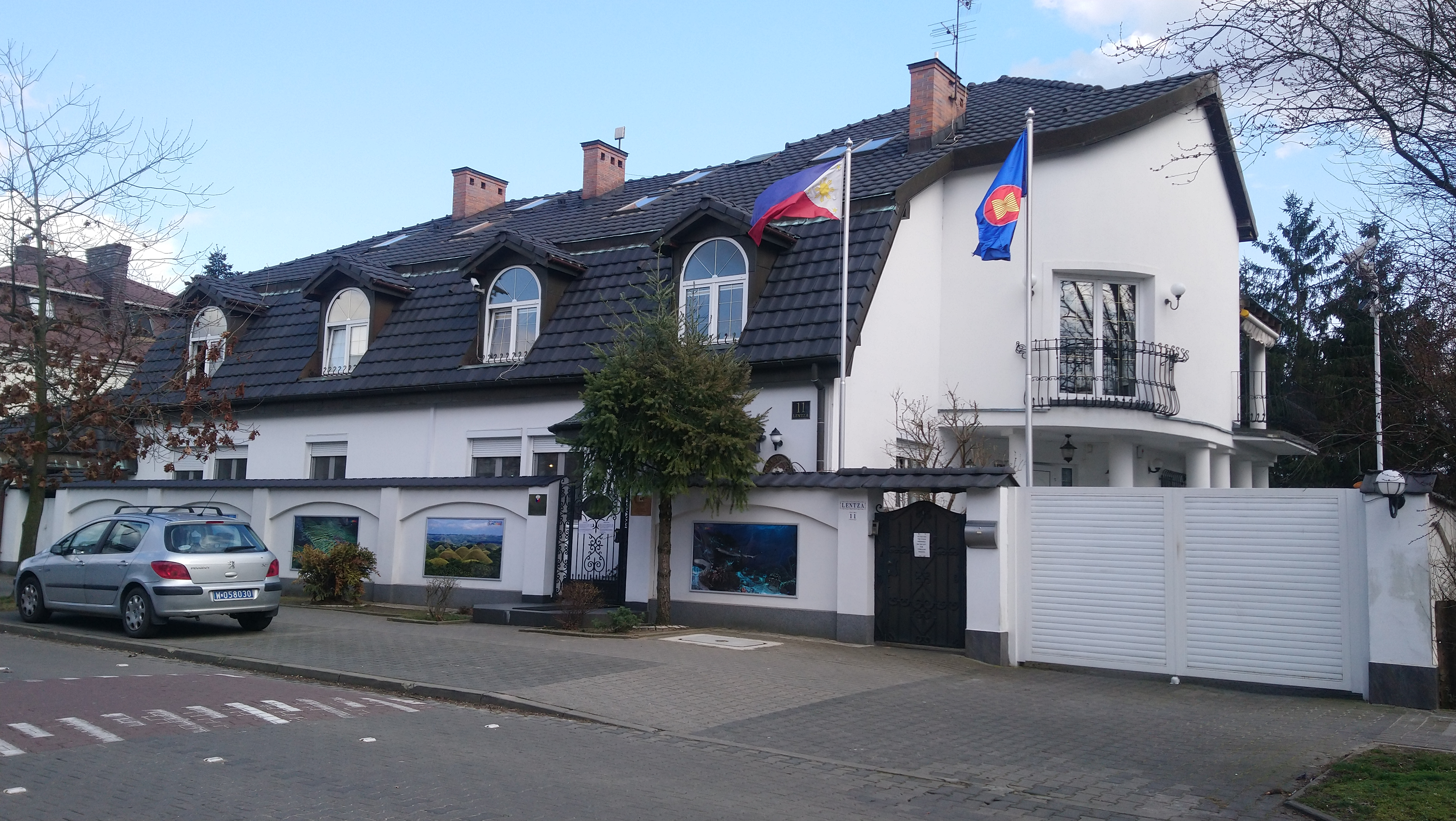
Ambasada Filipin w Warszawie

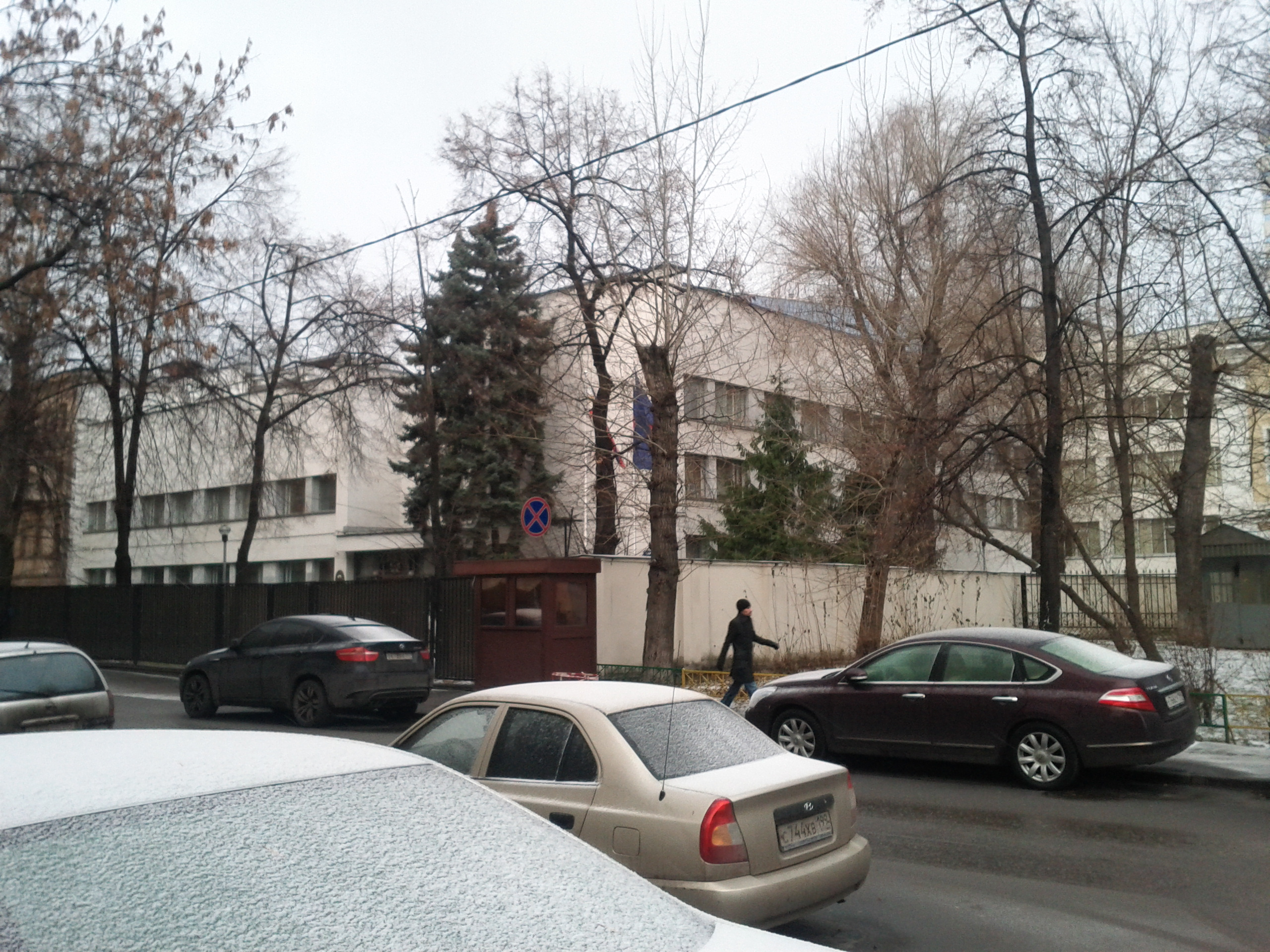
Ambasada Filipin w Moskwie

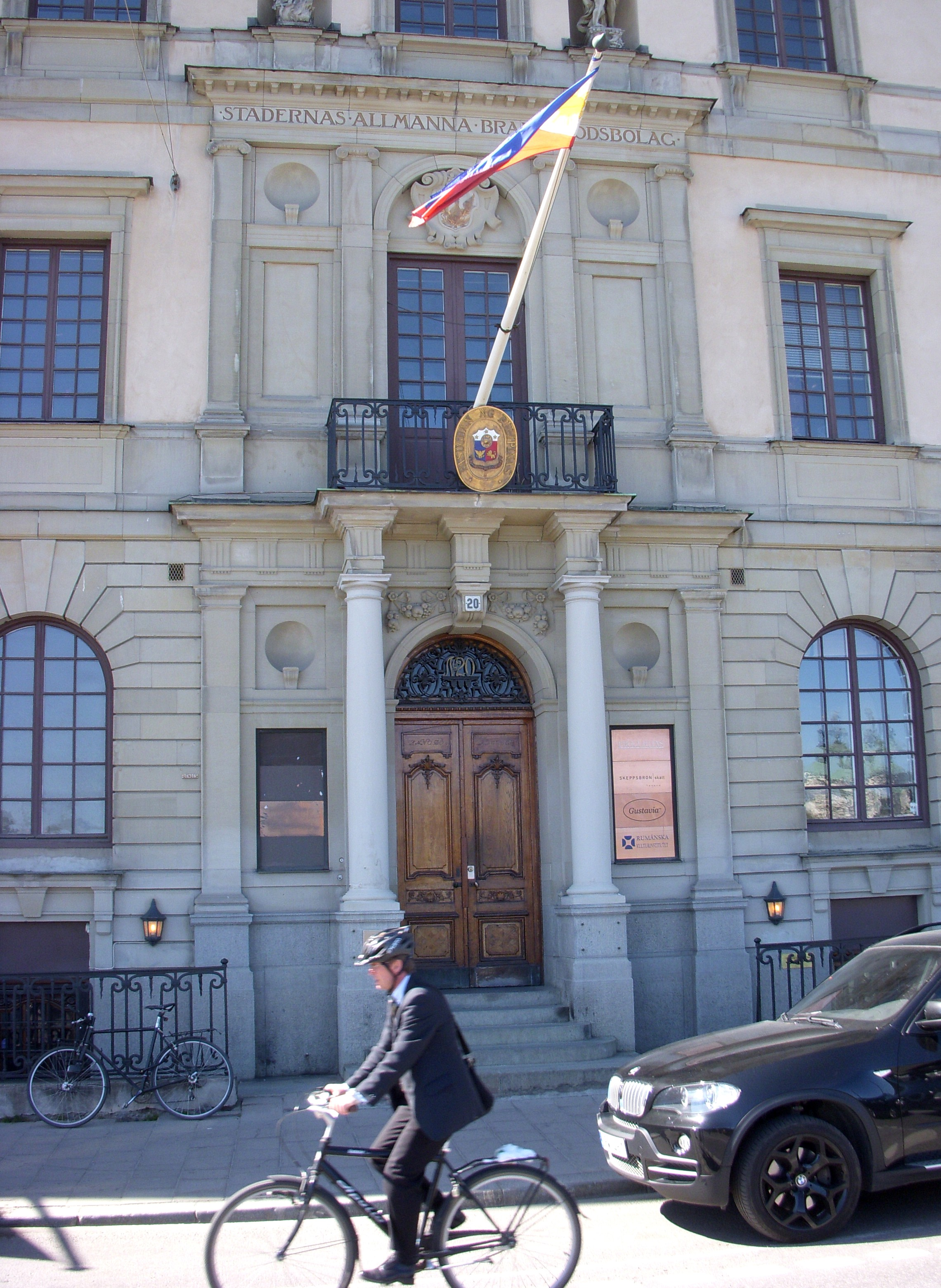
Ambasada Filipin w Sztokholmie

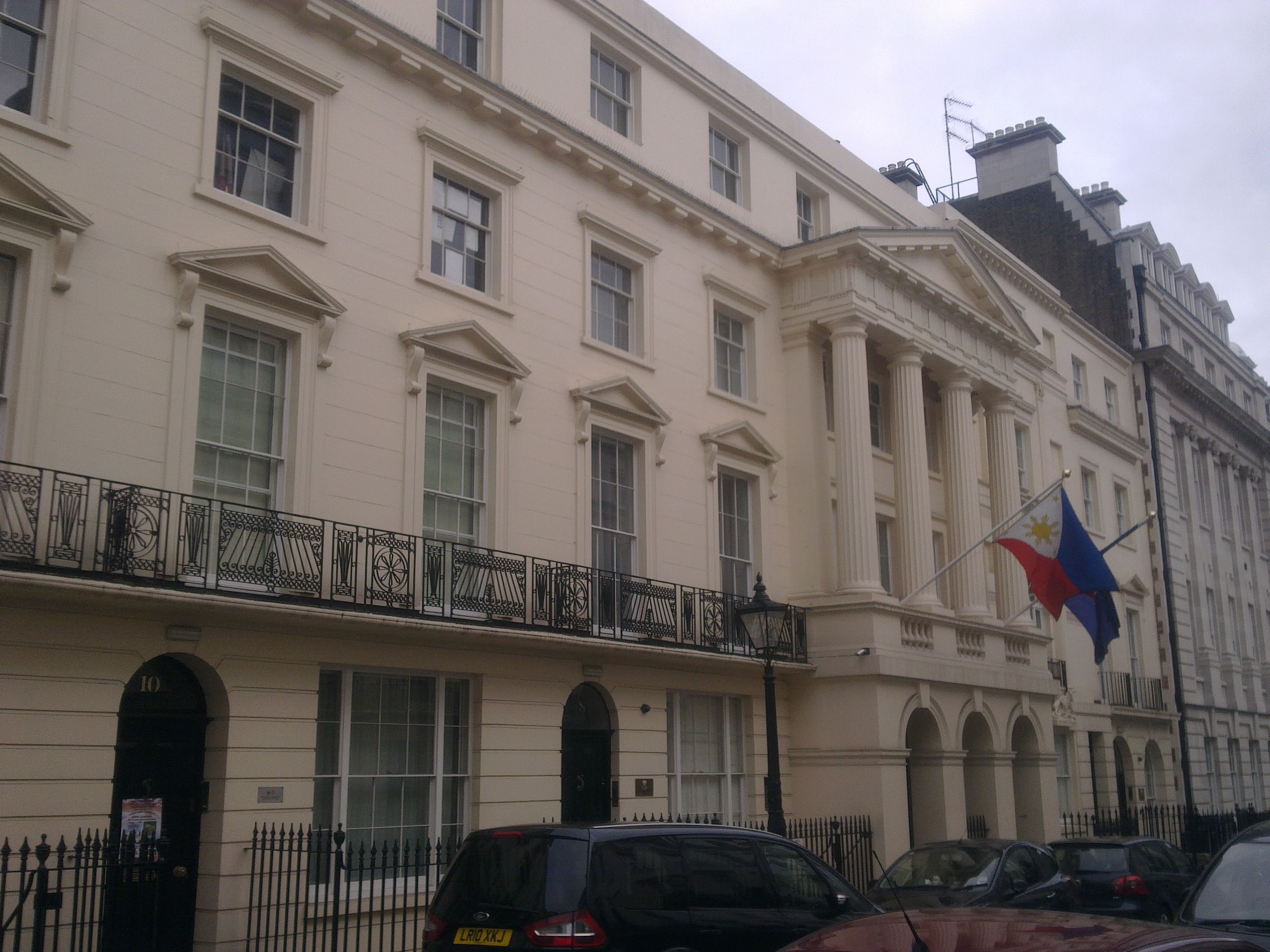
Ambasada Filipin w Londynie

- Austria
  - Wiedeń (Ambasada)
- Belgia
  - Bruksela (Ambasada)
- Czechy
  - Praga (Ambasada)
- Francja
  - Paryż (Ambasada)
- Dania
  - Kopenhaga (Ambasada)[1]
- Grecja
  - Ateny (Ambasada)
- Hiszpania
  - Madryt (Ambasada)
  - Barcelona (Konsulat generalny)[2]
- Holandia
  - Haga (Ambasada)
- Norwegia
  - Oslo (Ambasada)
- Niemcy
  - Berlin (Ambasada)
  - Frankfurt (Konsulat generalny)[3]
- Polska
  - Warszawa (Ambasada)
- Portugalia
  - Lizbona (Ambasada)
- Rosja
  - Moskwa (Ambasada)
- Stolica Apostolska
  - Rzym (Ambasada)
- Szwecja
  - Sztokholm (Ambasada)[4]
- Szwajcaria
  - Berno (Ambasada)
- Turcja
  - Ankara (Ambasada)
- Węgry
  - Budapeszt (Ambasada)
- Wielka Brytania
  - Londyn (Ambasada)
- Włochy
  - Rzym (Ambasada)
  - Mediolan (Konsulat generalny)

## Ameryka Północna, Środkowa i Karaiby
- Kanada
  - Ottawa (Ambasada)
  - Calgary (Konsulat generalny)
  - Toronto (Konsulat generalny)
  - Vancouver (Konsulat generalny)
- Meksyk
  - Meksyk (Ambasada)
- Stany Zjednoczone
  - Waszyngton (Ambasada)
  - Chicago (Konsulat generalny)
  - Hagåtña (Konsulat generalny)[5]
  - Honolulu (Konsulat generalny)
  - Houston (Konsulat generalny)[6]
  - Los Angeles (Konsulat generalny)
  - Nowy Jork (Konsulat generalny)

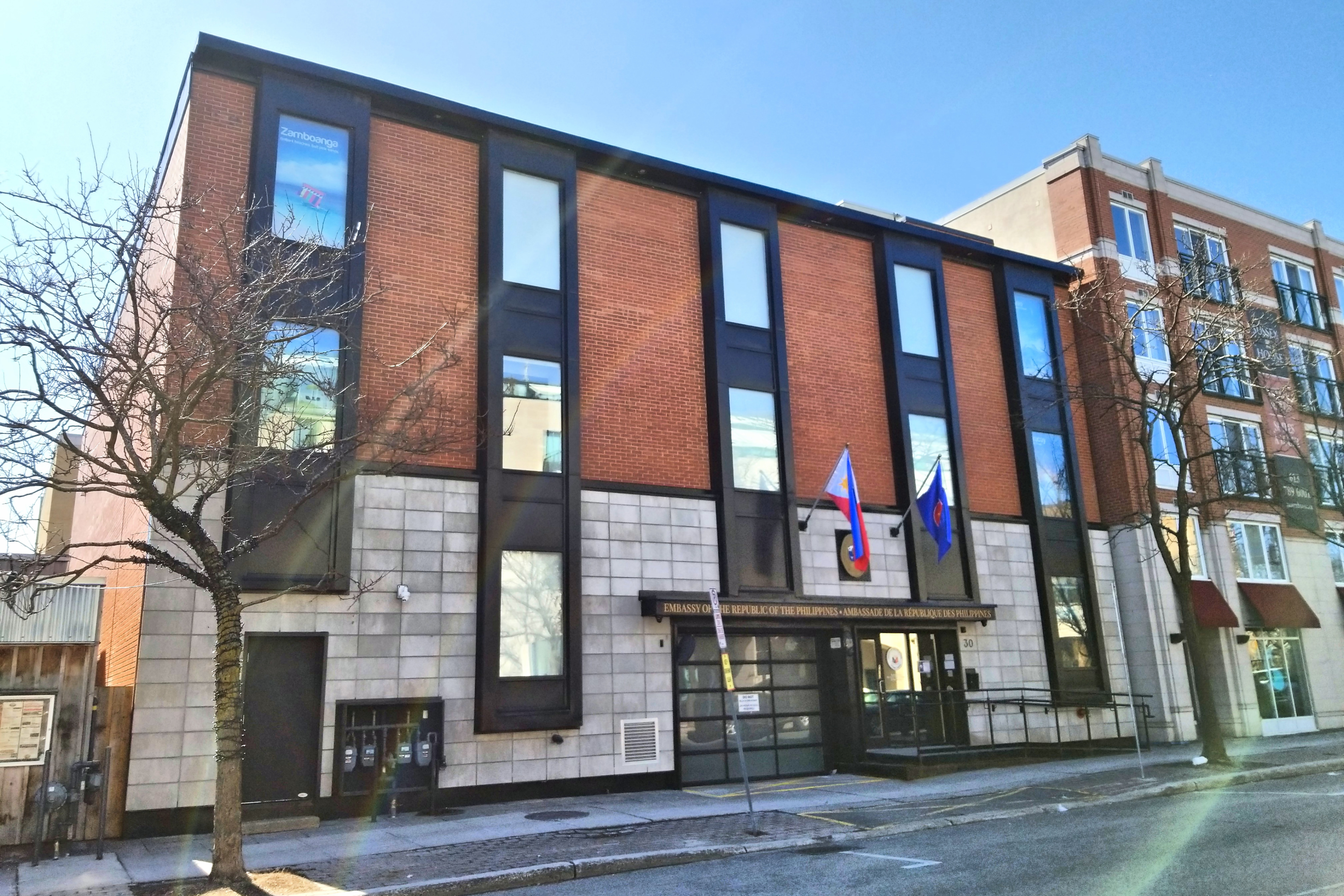
Ambasada Filipin w Ottawa, Kanada

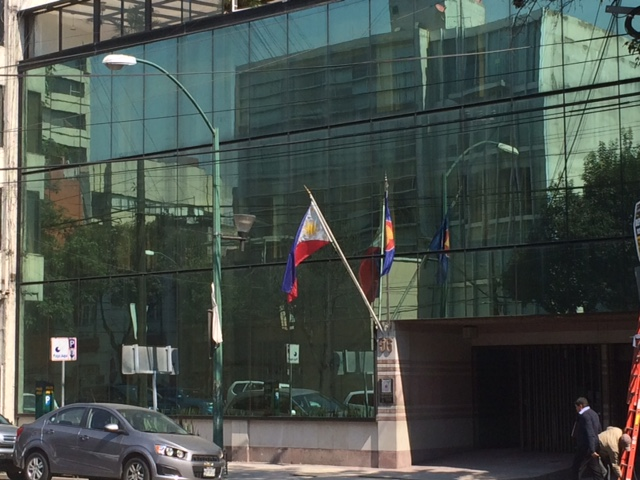
Ambasada Filipin w Meksyku

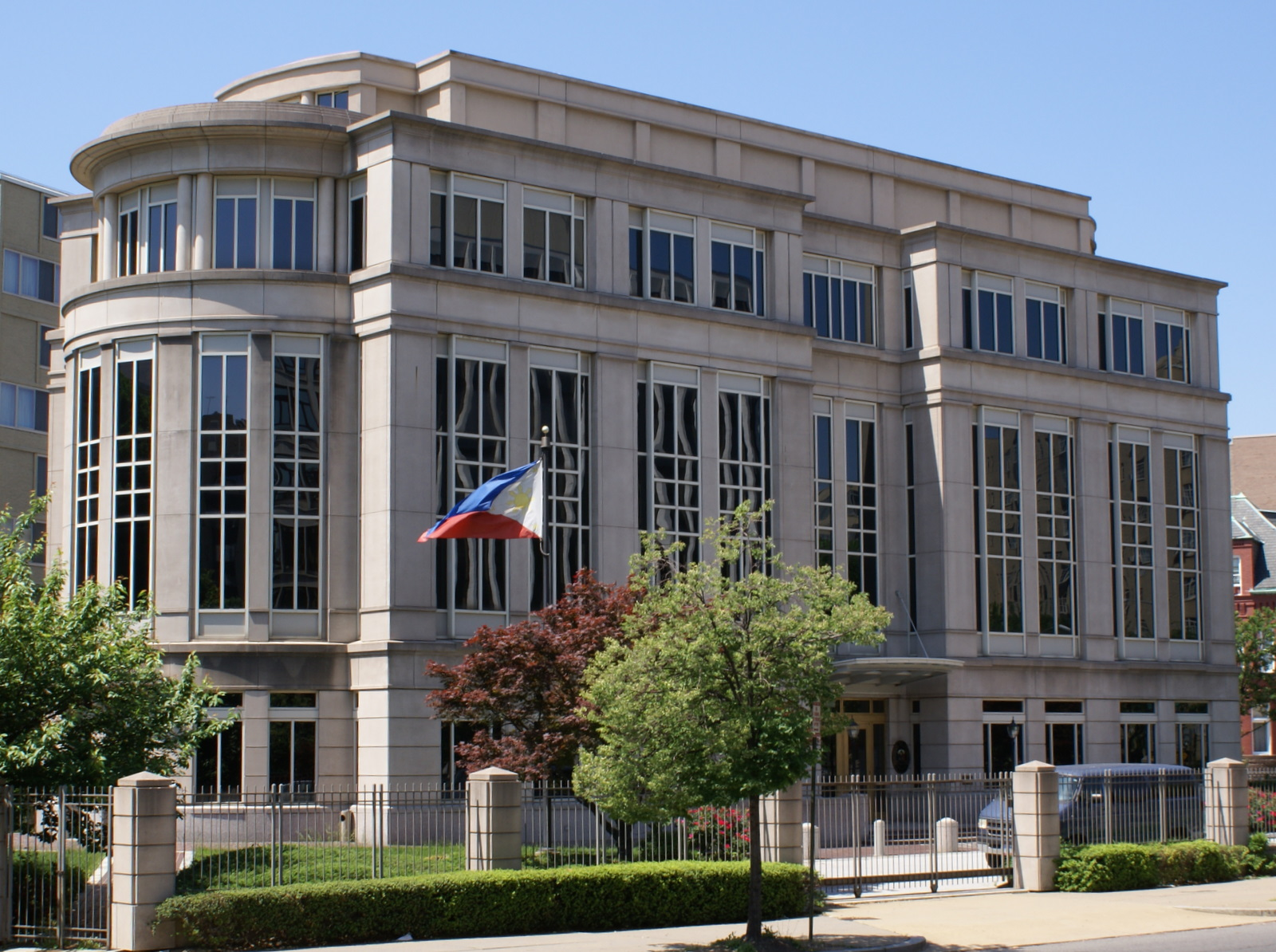
Ambasada Filipin w Waszyngtonie

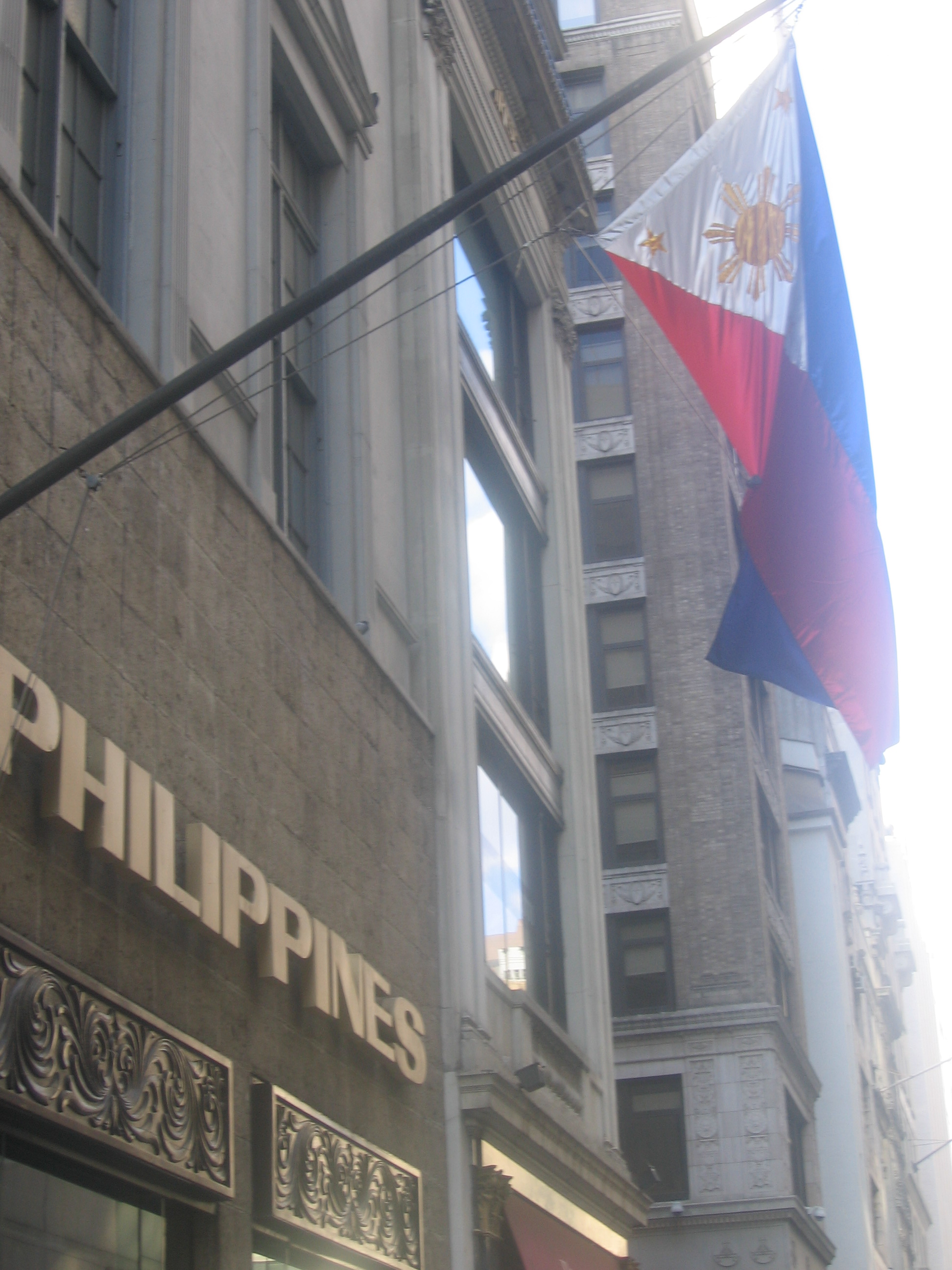
Konsulat Generalny Filipin w Nowym Jorku

  - San Francisco (Konsulat generalny)

## Ameryka Południowa
- Argentyna
  - Buenos Aires (Ambasada)
- Brazylia
  - Brasília (Ambasada)
- Chile
  - Santiago (Ambasada)

## Afryka
- Egipt
  - Kair (Ambasada)
- Kenia
  - Nairobi (Ambasada)
- Libia
  - Trypolis (Ambasada)
- Maroko
  - Rabat (Ambasada)[7]
- Nigeria
  - Abudża (Ambasada)
- Południowa Afryka
  - Pretoria (Ambasada)

## Azja

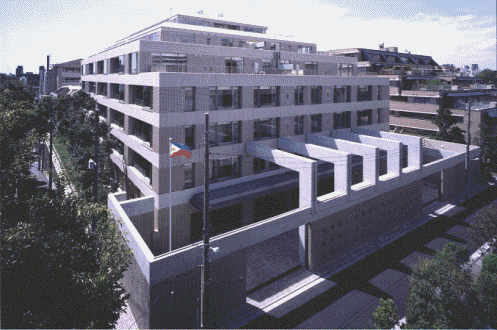
Ambasada Filipin w Tokio

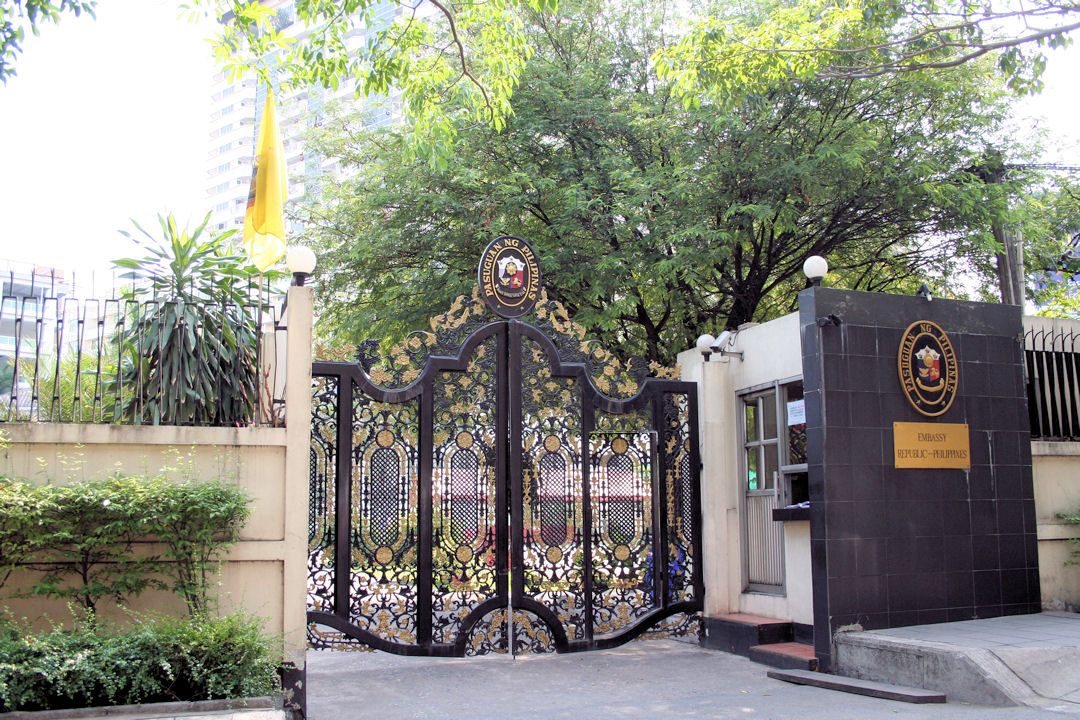
Ambasada Filipin w Bangkoku

- Arabia Saudyjska
  - Rijad (Ambasada)
  - Dżudda (Konsulat generalny)
- Bahrajn
  - Manama (Ambasada)
- Bangladesz
  - Dhaka (Ambasada)
- Brunei
  - Bandar Seri Begawan (Ambasada)
- Chiny
  - Pekin (Ambasada)
  - Chongqing (Konsulat generalny)
  - Hongkong (Konsulat generalny)
  - Kanton (Konsulat generalny)
  - Makau (Konsulat generalny)
  - Szanghaj (Konsulat generalny)
  - Xiamen (Konsulat generalny)
- Indie
  - Nowe Delhi (Ambasada)
- Indonezja
  - Dżakarta (Ambasada)
  - Manado (Konsulat generalny)
- Irak
  - Bagdad (Ambasada)
- Iran
  - Teheran (Ambasada)
- Izrael
  - Tel Awiw-Jafa (Ambasada)
- Japonia
  - Tokio (Ambasada)
  - Nagoja (Konsulat generalny)[8]
  - Osaka (Konsulat generalny)
- Jordania
  - Amman (Ambasada)
- Kambodża
  - Phnom Penh (Ambasada)
- Katar
  - Doha (Ambasada)
- Korea Południowa
  - Seul (Ambasada)
- Kuwejt
  - Kuwejt (Ambasada)
- Laos
  - Wientian (Ambasada)
- Liban
  - Bejrut (Ambasada)
- Malezja
  - Kuala Lumpur (Ambasada)
- Mjanma
  - Rangun (Ambasada)
- Oman
  - Maskat (Ambasada)
- Pakistan
  - Islamabad (Ambasada)
- Singapur
  - Singapur (Ambasada)
- Syria
  - Damaszek (Ambasada)
- Tajlandia
  - Bangkok (Ambasada)
- Timor Wschodni
  - Dili (Ambasada)
- Wietnam
  - Hanoi (Ambasada)
- Zjednoczone Emiraty Arabskie
  - Abu Zabi (Ambasada)
  - Dubaj (Konsulat generalny)

## Australia i Oceania

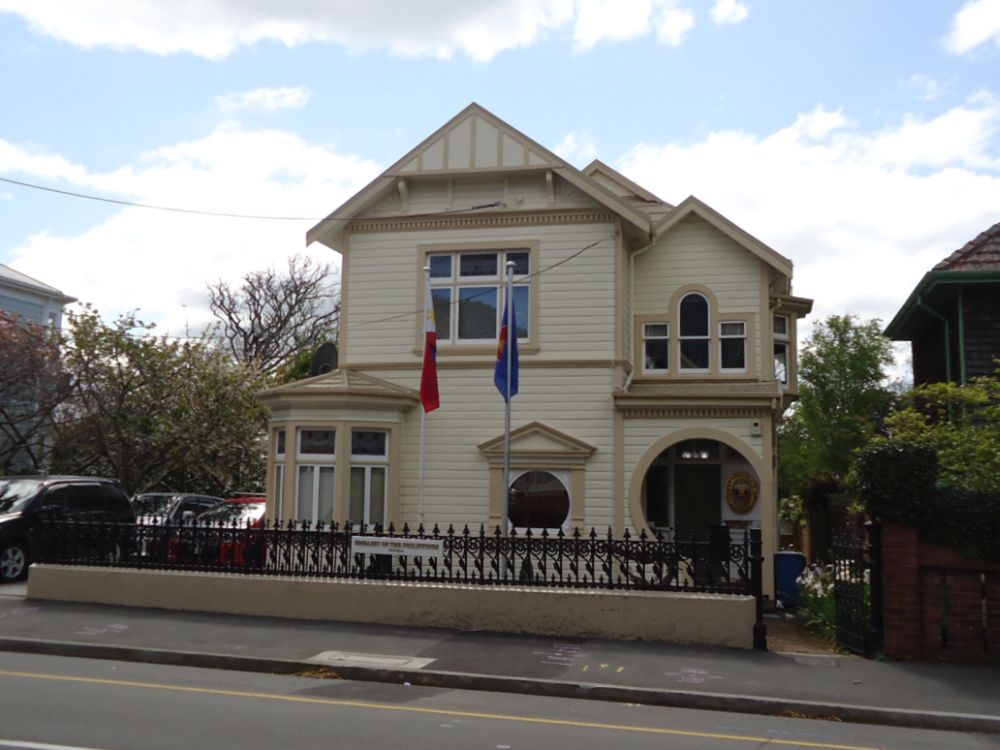
Ambasada Filipin w Wellington

- Australia
  - Canberra (Ambasada)
  - Melbourne (Konsulat generalny)[9]
  - Sydney (Konsulat generalny)[10]
- Nowa Zelandia
  - Wellington (Ambasada)
- Papua-Nowa Gwinea
  - Port Moresby (Ambasada)

## Organizacje międzynarodowe
- Nowy Jork - Stałe Przedstawicielstwo przy Organizacji Narodów Zjednoczonych
- Genewa - Stałe Przedstawicielstwo przy Biurze Narodów Zjednoczonych i innych organizacjach
- Genewa - Stałe Przedstawicielstwo przy Światowej Organizacji Handlu
- Dżakarta - Stałe Przedstawicielstwo przy Stowarzyszeniu Narodów Azji Południowo-Wschodniej